# Herbertsmithita
La herbertsmithita o anarakita es un mineral raro de la clase de los minerales haluros, y dentro de esta pertenece al llamado "grupo de la atacamita". Fue descubierta en 1972 en una mina en el distrito de Sierra Gorda, en la provincia de Antofagasta (Chile), siendo nombrada así en honor de Herbert Smith, mineralogista inglés que había descubierto años atrás la paratacamita. El sinónimo de anarakita es porque también fue encontrado en Anarak (Irán). En 2019 fue descubierto por primera vez en España, donde se creía que no existía, en concreto fue hallado en el Barranco Celejo, en el término municipal de Níjar, Provincia de Almería. De la rareza del mineral nos da una idea el que, en todo el planeta, haya sido únicamente encontrado en nueve países: Australia, Egipto, Irán, Polonia, Grecia, Namibia, Chile, EE. UU., y ahora España, siendo siempre hallado de manera muy esporádica.

## Propiedades especiales
Este mineral llamó la atención en marzo de 2007 cuando se informó de que tiene propiedades físicas muy específicas y poco comunes que hacen que se comporte como un nuevo tipo de materia.

## Características químicas
Es un hidroxihaluro de cobre y cinc, isoestructural con la girardita (Cu3NiCl2(OH)6). Está muy relacionado con la paratacamita ((Cu2+)3(Cu,Zn)(OH)6Cl2), siendo también un polimorfo de la metaestable kapellasita (Cu3Zn(OH)6Cl2).

## Formación y yacimientos
Aparece en las mineralizaciones con cobre en los pórfido sieníticos y en granitos, así como en cuarcitas. También se ha encontrado alojado en el interior de dolomitas del triásico en Irán, metamorfizadas. Suele estar con frecuencia asociado a cristales de paratacamita. De momento este raro mineral ha sido únicamente encontrado en nueve países del mundo: Australia, Egipto, Irán, Polonia, Grecia, Namibia, Chile, EE. UU. y España.